# Мексиканці
Мексиканці (ісп. Mexicanos) - третя за чисельністю (після американців США та бразильців) нація Західної півкулі. Мексиканці мають різноманітне расово-етнічне походження, але їх об'єднує спільна латиноамериканська, а точніше мексиканська культура та іспанська мова. Мексиканці складають основне населення Мексики (близько 112 млн чол.) і є другою за чисельністю етнічною групою в США (32 млн), де в ряді південно-західних районів вони абсолютно переважають ще з колоніальних часів (Чикано). Рідною для більшості сучасних мексиканців є іспанська мова, вірніше його особливий діалект - мексиканський. У США зазвичай двомовні. Мексиканці - один з найбільших і швидко зростаючих народів світу. З етнографічного погляду мексиканці зараховуються до латиноамериканських народів, а з мови також до романських народів.

## Назва
Слово мехіканос є іспанським запозиченням з індіанської мови науатль, де корінь Мешик[а] являв собою самоназву одного з основних народів ацтекської імперії, а закінчення нос- іспанського походження, яке вказує на приналежність будь-кого до певного етносу або групи.

## Формування
Мексиканці, як і практично більшість сучасних народів західної півкулі, сформувалися в ході європейської колонізації, яку в центральноамериканському регіоні проводила Іспанія, яка створила після відкриттів 1492 року Іспанську колоніальну імперію. Імміграція власне іспанців в Мексику мала обмежений характер внаслідок віддаленості та важкодоступністі. Через відсутність іспанських жінок, яких на кораблі довго не брали через розвинені забобони, більшість іспанців вступило в статеві зв'язки з місцевими індіанськими жінками. Це призвело до швидкого формування змішаного іспаномовного класу метисів. Пізніше в Мексику стали допускатися жінки і з Іспанії, але міжрасові відносини продовжувались на неформальному рівні. Народжені в Мексиці іспанці отримали назву креоли, і, як правило, займали провідні пости в політиці та економіці.

## Расова і колірна ієрархія в мексиканському суспільстві
Як і населення сусідніх США, населення Мексики має різноманітне і досить гетерогенне расово-етнічне походження, проте взаємини між різними групами в корені відрізняються. У США різні расові та етнічні групи чітко протиставлені один одному статистично і на побутовому рівні. Між ними існує величезна соціально непереборна дистанція, відома як скляна стеля, історично склалася чітка система різних обмежень і стереотипів стосовно соціально домінантного білого населення англо-саксонського походження і різних кольорових груп (правило однієї краплі крові, сегрегація, тощо). У Мексиці подібна модель соціальних відносин, відома як колоніальний менталітет, також в цілому знайома, однак на побутовому рівні вона реалізується інакше - не чітко окресленим набором характеристик, а швидше плавним переходом з однієї расово-класової групи в іншу. Рівень культурної спільності мексиканців в цілому вище. Умовно мексиканці все ж діляться на три групи: білі (20%), кольорові (в основному метиси, а також мулати та негри) (70%) та індіанці (10%), проте між цими групами немає чітких меж. При цьому, на відміну від США, мексиканці корінного походження не відчувають сильного тиску в напрямку мовної асиміляції і досить добре зберігають індіанські мови.

## Чисельність
Чисельність мексиканців до кінця XIX століття збільшувалася повільно внаслідок високої дитячої смертності, невеликої тривалості життя, важких умов праці, тощо. У колоніальній період їх число було стабільне (так як зростання числа метисів і іспанців відбувалося на тлі масової загибелі індіанців від хвороб, завезених європейцями) - на рівні близько 6-10 мільйонів чоловік. До початку XX століття їх налічувалося близько 20 мільйонів. Успіхи, зроблені медициною в країнах, що розвиваються, привели до скорочення цих явищ, і в 1950-1960их роках кількість мексиканців збільшувалася на 3-3,5% на рік. До 1971 року їх налічувалося вже 43 мільйони людей. В 2007 році тільки в Мексиці проживало близько 108 мільйонів мексиканців. Крім того, близько 4 млн мексиканців живе в південно-західних штатах США.

## Мова
Рідна мова більшості (93-95%) сучасних мексиканців - іспанська, а точніше її особливий діалект. У сільських районах на півдні країни поширені також деякі індіанські мови (7%), найпоширеніша з яких - науатль. Як не дивно, число носіїв корінних мов у Мексиці постійно зростає, хоча їхня частка в населенні значно скоротилася за останні 300 років.

## Релігія
Найпоширеніша релігія - католицизм. В минулому католицьке духовенство мало величезний вплив на всі аспекти повсякденного життя мексиканців, але в даний час більшість з них веде світський спосіб життя. Ситуація в країні прямо протилежна ситуації з релігією в США. У сільських районах Мексики католицизм переплелася з місцевими культами і придбав екзотичні форми (наприклад, у ряді місць існує ритуал частування святих «Кока-колою»).

## Видатні мексиканці
- Хуана Інес де ла Крус - поетеса XVII ст., черниця-єронімітка, публіцистка, композиторка
- Дієго Рівера - живописець-монументаліст, чоловік Фріди Кало
- Хосе Давид Альфаро Сікейрос - живописець, графік, мураліст
- Фріда Кало - художниця-сюрреалістка, культурна діячка, феміністка, ЛГБТ-ікона
- Ентоні Квінн - актор світового кіно 30-90 рр.
- Альфонсо Гарсія Роблес - лауреат Нобелівської премії миру в 1982 р.
- Октавіо Пас - письменник, поет лауреат Нобелівської премії з літератури в 1990 р.
- Гільєрмо Аро - астроном, лауреат золотої медалі імені М. В. Ломоносова АН СРСР 1985 року та інших міжнародних премій.
- Маріо Моліна - хімік, лауреат Нобелівської премії в галузі хімії в 1995 р.
- Консуело Веласкес - піаністка, композиторка, авторка сотень пісень, серед них "Bésame mucho".
- Карлос Фуентес - письменник.
- Роландо Вільясон - оперний співак.
- Вероніка Кастро - акторка, співачка і телеведуча.
- Сальма Хаєк - акторка, режисерка та продюсерка, мексиканка по матері.
- Гаель Гарсія Берналь - актор.
- Кейн Веласкес - чемпіон UFC у важкій вазі.
- Куаутемок Бланко - мексиканський футболіст, двічі переможець Кубка КОНКАКАФ у складі збірної Мексики і володар Кубка Конфедерацій 1999.
- Демі Ловато - акторка, співачка, музикантка, авторка пісень, композиторка та телеперсона.
- Карлос Сантана - музикант.
- Нік Діас - колишній чемпіон Страйкфорс в напівсередньому дивізіоні.
- Тіто Ортіс - колишній чемпіон UFC у напівважкій вазі, введений в зал Слави UFC.
- Феліпе Коломбо - актор, живе в Аргентині, але родом з Мексики.